# Dorothea-von-Stetten-Kunstpreis
Der Dorothea-von-Stetten-Kunstpreis ist ein seit 1984 zweijährlich vergebener Kunstpreis, der sich ausdrücklich als Förderpreis für junge Nachwuchskünstler versteht.

## Bedingungen
Die geförderten Künstler sollen das 36. Lebensjahr noch nicht vollendet haben, deren Werk jedoch schon interessante Perspektiven und Entwicklungsmöglichkeiten aufweisen. Eine Bewerbung um diesen Preis ist nicht möglich. Die Kandidaten für den Dorothea-von-Stetten-Kunstpreis werden von fünf unabhängigen Kunstsachverständigen vorgeschlagen. Anschließend wählt eine Jury unter den fünf vorgeschlagenen Künstlerinnen und Künstlern den Träger des Kunstpreises aus. Diese Jury besteht aus fünf unabhängigen Kunstsachverständigen, von denen keiner zum vorschlagenden Gremium gehören darf. Seiner Konzeption folgend wendet der Preis sich, mit 10.000 € dotiert, an eine jüngere Künstlergeneration, die noch keinen internationalen Bekanntheitsgrad besitzt.
Die Preisvergabe ist mit einer Gruppenausstellung im Kunstmuseum Bonn verbunden, auf welcher neben dem eigentlichen Preisträger auch die vier anderen nominierten Künstler ausgestellt werden.

## Geschichte und Zukunft
Der Preis wird mit Mitteln der Dorothea-von-Stetten-Stiftung ausgestattet. Im Kuratorium der Stiftung wirkte die Stifterin zeit ihres Lebens selbst mit. Sie starb am 7. August 2011 in Bonn. Für die Zukunft ist die Kuratoriumsleitung an die Stadt Bonn angegliedert.
Von den bisherigen Preisträgern haben mehrere Künstler wie Thomas Florschuetz oder Gregor Schneider in den Folgejahren eine zunehmende Bedeutung im internationalen Kunstgeschehen erhalten.

## Preisträger
- 1984 – Sigrun Jakubaschke
- 1986 – Klaus vom Bruch
- 1988 – Jochen Fischer
- 1990 – Barbara Heé
- 1992 – Berend Strik
- 1994 – Thomas Florschuetz
- 1996 – Gregor Schneider
- 1998 – Tamara Grcic
- 2000 – Johannes Kahrs
- 2002 – Nicole Wermers
- 2004 – Yael Bartana
- 2006 – Yves Mettler
- 2008 – Kristoffer Akselbo
- 2010 – Tina Schulz[2]
- 2012 – Katinka Bock[3]
- 2014 – Eva Kotátková[4]
- 2016 – Evelyn Taocheng Wang[5]
- 2018 – Masar Sohail[6]
- 2020 – Hannah Weinberger
- 2024 – Jojo Gronostay, Elisabeth Kihlström und Isa Schieche[7]